# Petrorossia fumipennis
Petrorossia fumipennis är en tvåvingeart som beskrevs av Hesse 1956. Petrorossia fumipennis ingår i släktet Petrorossia och familjen svävflugor. Inga underarter finns listade i Catalogue of Life.